# Georg Nikolaus von Nissen
Georg Nikolaus von Nissen (22. ledna 1761, Haderslev - 24. března 1826, Salcburk) byl dánský diplomat a hudební historik. Je autorem jedné z prvních biografií skladatele Wolfganga Amadea Mozarta, dodnes využívané jako odborný pramen.

## Život

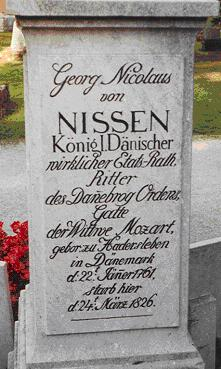
Nissenův náhrobek v Salcburku

Nissen se narodil v Haderslevu, v tehdejším Dánsko-norském království. Školní docházku dokončil v roce 1781 a stal se „zplnomocněným zástupcem Generální pošty“  v Kodani. V roce 1792 se stal diplomatem v dánských zahraničních službách. Od roku 1793 působil ve Vídni jako chargé d'affaires.
V roce 1797 se Nissen poprvé setkal s vdovou po Wolfgangu Amadeu Mozartovi, Constanze, jejíž manžel zemřel šest let předtím, v roce 1791. Von Nissen byl původně nájemníkem u Constanze a od září 1798 začali žít spolu.
Constanze si po manželově smrti prošla náročným obdobím a snažila pro sebe a své dva syny zajistit lepší živobytí. Ve své snaze byla poměrně úspěšná, získala důchod od císaře a významné příjmy měla také z koncertů Mozartovy hudby a prodeje jeho rukopisů vydavatelům. Nissen se do těchto aktivit zapojil a převzal velkou část práce při vyjednávání s vydavateli. Pomáhal také s péčí o děti, nakonec převzal (slovy Ruth Halliwellové) v rodině „roli starostlivého otce“.  Nissen a Constanze se nakonec vzali. Svatba se konala 26. června 1809 v katedrále sv. Martina v Prešpurku (Bratislavě), kam se dočasně přesunul zahraniční diplomatický sbor z Vídně, kterou okupovala Napoleonova armáda. Z jejich manželství se nenarodily žádné děti.
V roce 1812 se pár přestěhoval do Kodaně, kde se Nissen ujal funkce cenzora. Žili tam až do roku 1820 v ulici Lavendelstræde 1, kde se dodnes zachovalo mnoho domů z té doby. 
V roce 1820 odešel Nissen do penze a pár se přestěhoval do Salcburku. Nissen dlouho plánoval sepsání Mozartova životopisu a svou práci započaly v roce 1823. Velmi mu pomohlo, když Mozartova starší sestra Maria Anna (Nannerl) jemu a Constanze věnovala sbírku asi 400 rodinných dopisů. Nissenovi usilovně pracoval na shromáždění veškerého dostupného životopisného materiálu, včetně rozhovorů s lidmi, kteří skladatele znali osobně.
Když von Nissen 24. března 1826 skonal, jeho sběr materiálu stále nebyl zcela dokončen a Nissenovi tak lze plně připsat pouze neúplnou předmluvu. Dokončení díla podle jeho poznámek bylo ponecháno na lékaři a Mozartově nadšenci žijícím v Pirně Johannu Heinrichu Feuersteinovi (1797–1850). Muzikologové Rudolph Angermüller a Stafford označují Feuersteina za „nestabilního“ a Halliwell hodnotí jeho práci takto: „kniha byla dlážděna náhodným způsobem ze surového materiálu a výsledek byl z hlediska kvality katastrofální.“ Angermüller a Stafford podobně nazývají dílo "problematické" a dodávají, že "velké části jsou převzaty z dřívějších zpráv, často s pochybnou spolehlivostí, a obsahují rozpory a chyby. Dopisy, které cituje, byly vybrány a cenzurovány." Nechávají přitom otevřenou otázku, zda za je za tento stav zodpovědný Nissen nebo Feuerstein.
Biografie byla vydána posmrtně v roce 1829 pod názvem Biographie W. A. Mozart's. Nach Originalbriefen, Sammlungen alles über ihn Geschriebenen, mit vielen neuen Beylagen, Steindrücken, Musikblättern und einem Facsimile.
Georg Nikolaus von Nissen zemřel 24. března 1826 ve věku 62 let v Salcburku, kde byl také pohřben. Jeho náhrobek nese nápis „Gatte der Witwe Mozart“ (Manžel vdovy Mozartovy). Na jeho počest byla v Salcburku pojmenována ulice Georg-Nikolaus-von-Nissen-Straße.